# Estación de Talleres (Metrorrey)
La estación del metro Talleres es la estación terminal de la línea 1 del Metrorrey. Está localizada en la Av. Aztlán, esquina con Esquisto en la colonia Provileón San Bernabé I de Monterrey, Nuevo León.
Debido a la alta afluencia de usuarios provenientes de la colonia San Bernabé y a que las vías del metro llegaban hasta ese lugar se construyó esta terminal, la cual fue puesta en servicio el 11 de junio de 2002 durante el mandato del gobernador Fernando Canales Clariond. Por el momento la estación es la única construida de manera superficial en todo el sistema. Durante el año 2016 fue remodelada y ampliada para optimizar el espacio utilizado por el sistema TransMetro. El 29 de febrero de 2024 dieron inicio las obras de ampliación y remodelación de la estación, estando planeada su finalización para el mes de noviembre de 2024, dichas obras contemplan la construcción de un segundo andén y un nuevo paradero de autobuses para el sistema TransMetro.
El icono de la estación está representado por un andén y unas herramientas debido a que en este lugar se da mantenimiento y descanso a los vagones.

## Conexión al TransMetro
Cuenta con conexión con 3 rutas de TransMetro, las cuales desde el 4 de septiembre de 2017 cuentan con una flota total de 40 unidades Marcopolo Scania MP60 de piso alto. Las rutas del TransMetro existentes en la estación Talleres son las siguientes:
- Talleres - Cabezada - La Alianza: Es la ruta más utilizada en la estación y también la más larga (10.7 km). Recorre enteramente la avenida Cabezada, pasando por las zonas de Solidaridad y la Alianza. De lunes a sábado de 6:00 a. m. a 10:00 a. m. existe una variante de esta ruta llamada Cabezada - Ruta Corta, la cual brinda servicio únicamente con destino a la estación Talleres y efectúa paradas únicamente entre la estación ubicada en Av. Cabezada y Av. Camino de la Pradera y la ubicada en Av. Aztlán y Av. Apolo.
- Talleres - No Reelección: Es la segunda ruta más utilizada y la más corta (5.20 km). Recorre parte de las avenidas Aztlán y No Reelección.
- Talleres - Julio A. Roca: Es la ruta menos utilizada de la estación, a pesar de tener un recorrido más largo que el anterior (5.78 km) su ruta se recorre más rápido. Recorre parte de la avenida Julio A. Roca hasta la avenida Nepenta, dando servicio a las colonias El Porvenir, Fomerrey 112 y Fomerrey 113.

#### Estaciones
| Talleres - Cabezada - La Alianza - Estación Talleres - Av. Aztlán y Av. Apolo - Av. Cabezada y C. Frontón - Av. Cabezada y C. Entrepaño - Av. Cabezada y C. Lumbrera - Av. Cabezada y Av. Canal de Aztlán - Av. Cabezada y C. Cempoala - Av. Cabezada y Av. Luis Donaldo Colosio - Av. Cabezada y Av. Camino de la Pradera - Av. Cabezada y C. Llanura Blanca - Av. Cabezada y Av. de los Astros - Av. Cabezada y Av. Camino del Pastizal - Av. Cabezada y C. Parque Tarahumara - Av. Cabezada y Av. Antiguos Ejidatarios | Talleres - No Reelección - Estación Talleres - Av. Aztlán y Av. Apolo - Av. Aztlán y Av. Cabezada - Av. Aztlán y C. Heliotropo - Av. Aztlán y C. Equilátero - Av. Aztlán y C. Arveja - Av. No Reelección y C. Ajenjo | Talleres - Julio A. Roca - Estación Talleres - Av. Julio A. Roca y C. Blancas - Av. Julio A. Roca y C. Alfil - Av. Julio A. Roca y C. Citará - Av. Julio A. Roca y C. Roseta - Av. Julio A. Roca y Av. Nepenta |